# Điệp phèo heo

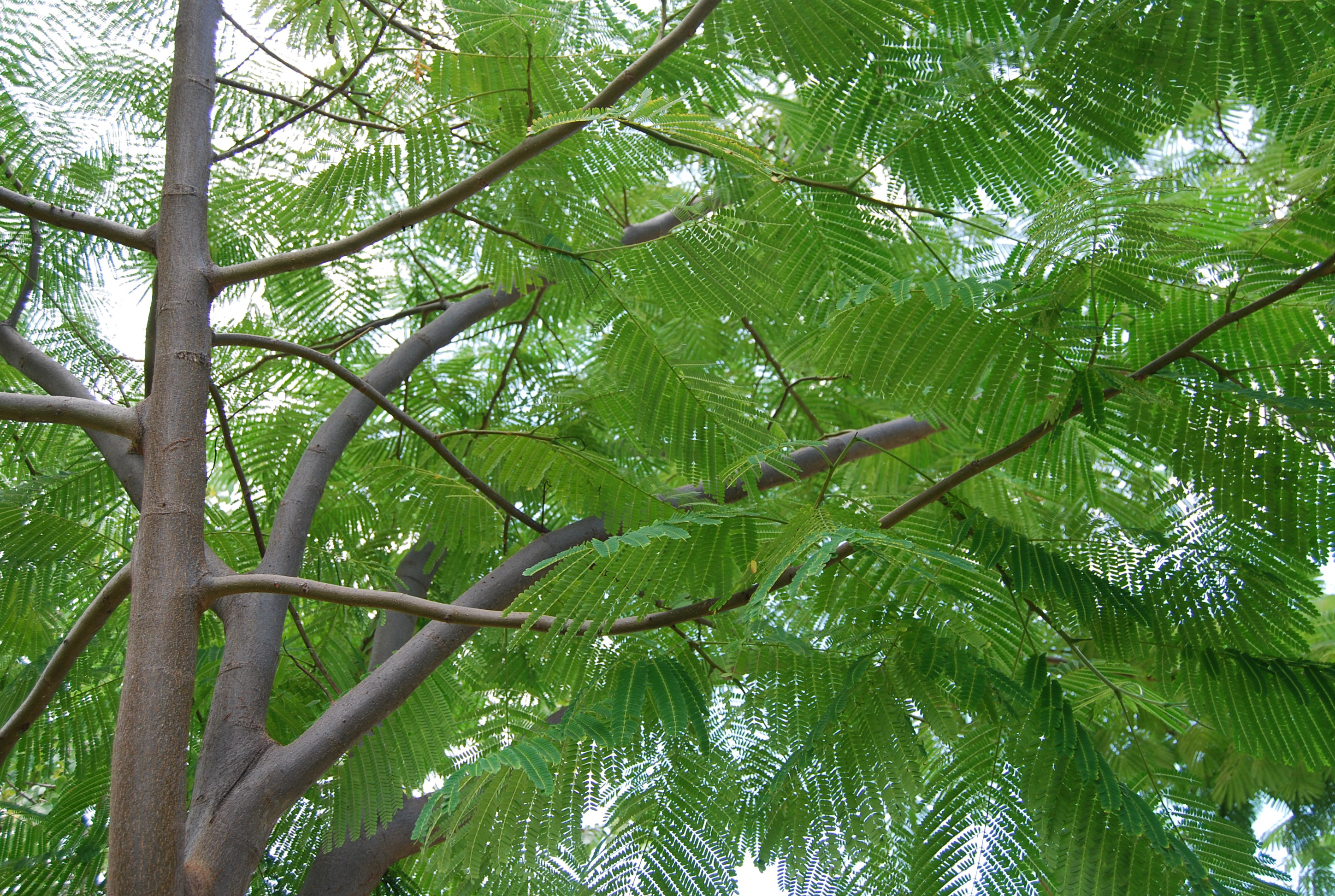
Cây Enterolobium cyclocarpum khoảng 3 năm tuổi ở Naiguata, Venezuela

Điệp phèo heo (tên khoa học Enterolobium cyclocarpum) là một loài thực vật thuộc họ Đậu. Loài cây này có nguồn gốc ở vùng nhiệt đới của châu Mỹ, từ trung bộ Mexico về phía nam đến phía bắc Brazil (Roraima) và Venezuela. Sự phong phú của loài cây này, đặc biệt là tại tỉnh Guanacaste, Costa Rica, nơi nó được chọn làm cây che nắng. Đây là cây biểu tượng của Costa Rica, từ 31 tháng 8 năm 1959.
Cây này có kích thước vừa đến độ cao 25–35 m, với một thân cây có đường kính lên đến 3,5 m. Vỏ cây là màu xám nhạt, nổi bật với các vết nứt nâu đỏ tối theo chiều dọc.

## Hình ảnh

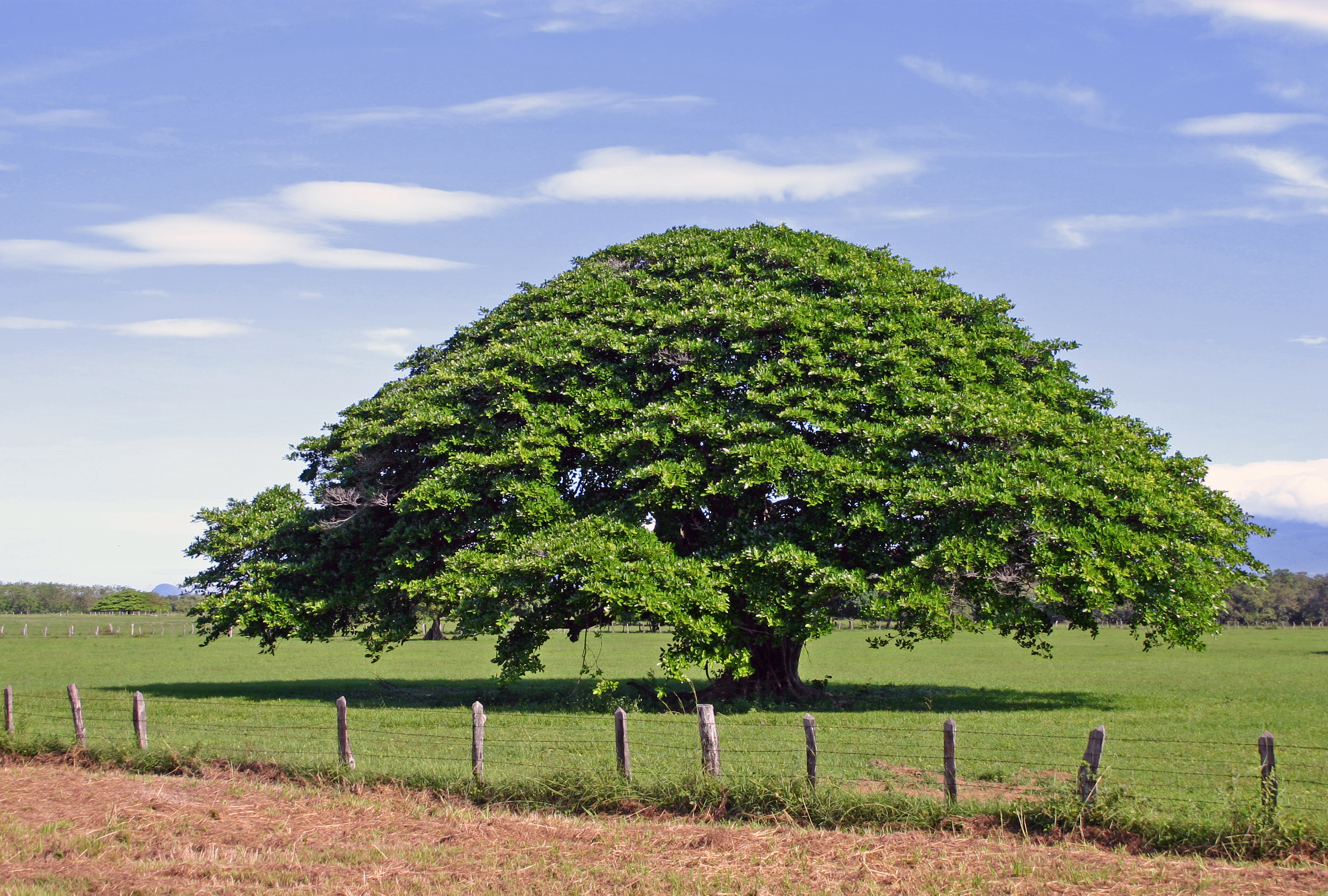
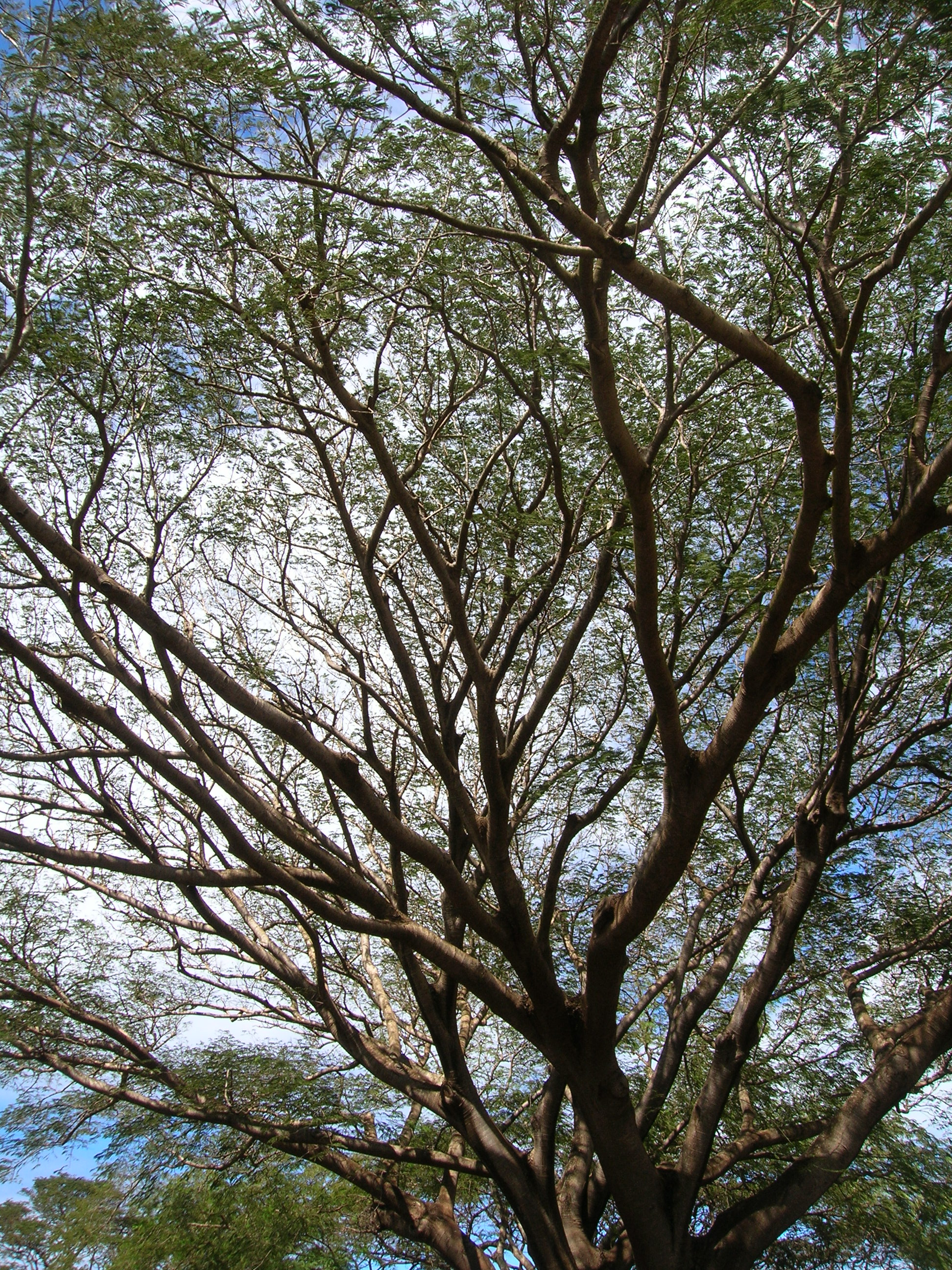
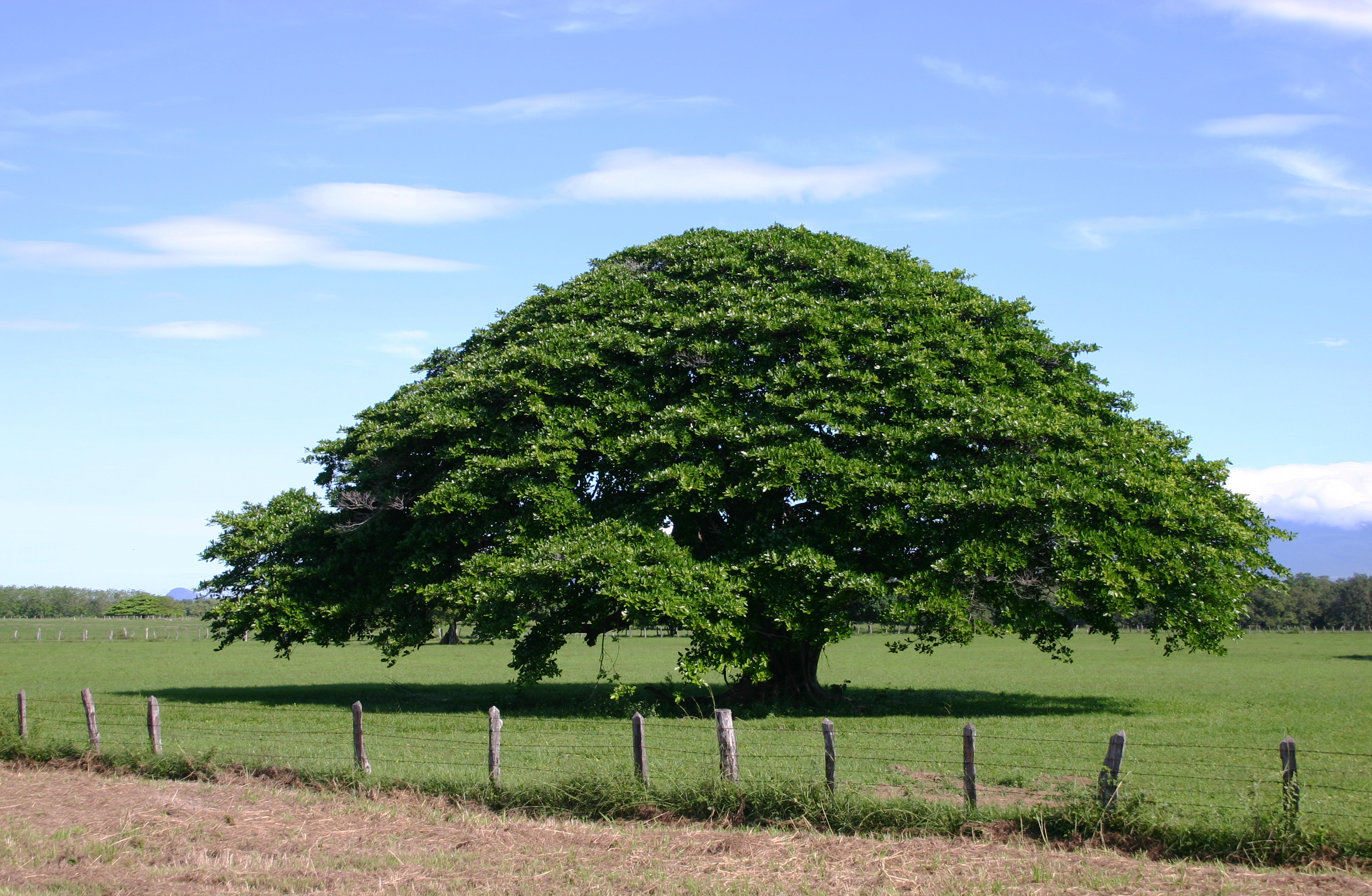
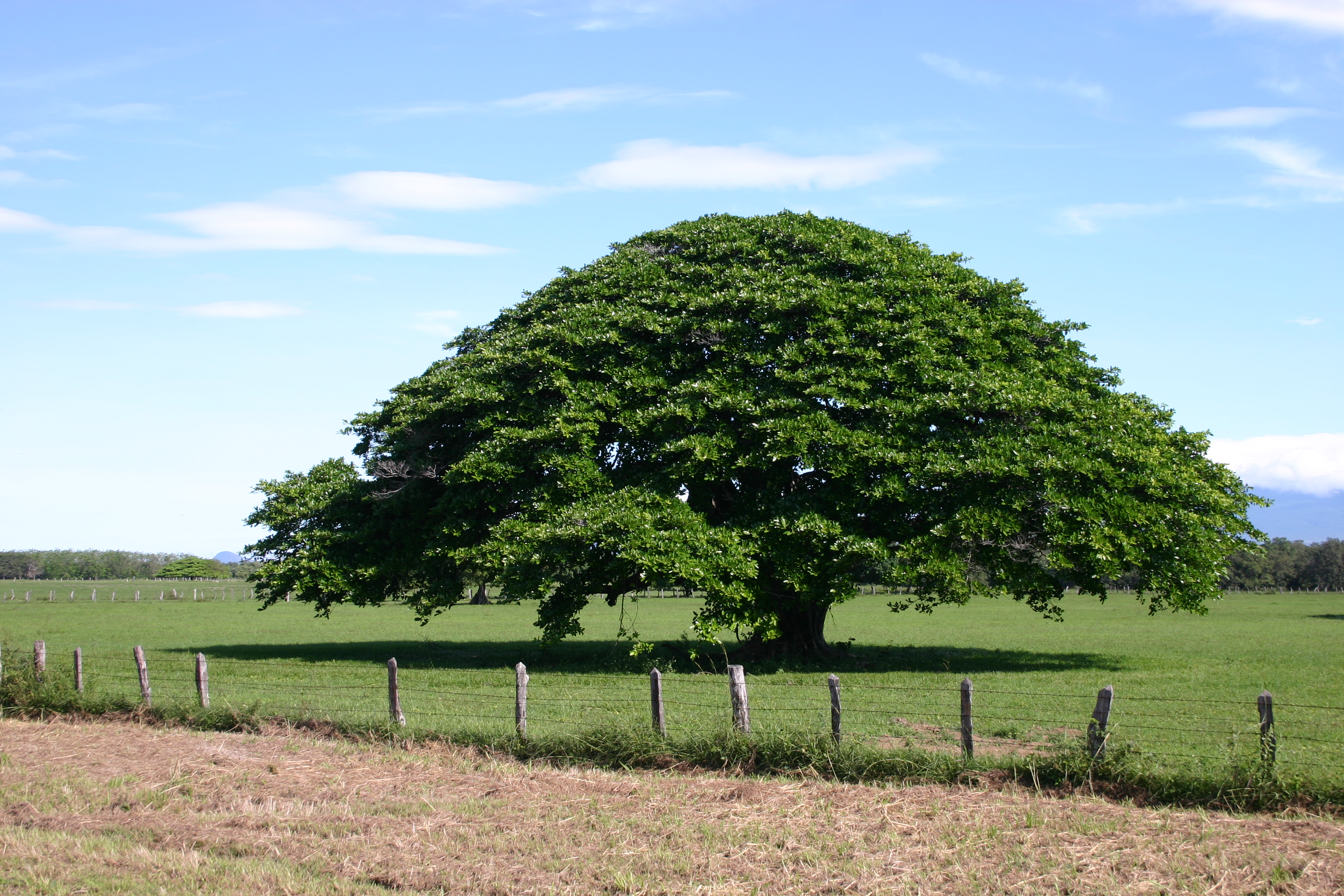